# Draba subfladnizensis
Draba subfladnizensis är en korsblommig växtart som beskrevs av Vladimir Borisovich Kuvaev. Draba subfladnizensis ingår i släktet drabor, och familjen korsblommiga växter. Inga underarter finns listade i Catalogue of Life.